# Andreas Bovenschulte
Andreas Bovenschulte, né le 11 août 1965 à Hildesheim, est un homme politique allemand, membre du Parti social-démocrate d'Allemagne (SPD).
Il est président du Sénat de Brême et bourgmestre de la ville de Brême depuis août 2019.

## Biographie
Chef du SPD à Brême, il est élu président du Sénat de Brême et bourgmestre de la ville le 15 août 2019. Il dirige un gouvernement de coalition SPD, Grünen, Die Linke. 